# إيرينا الكسندروفنا أميرة روسيا
إيرينا الكسندروفنا أميرة روسيا (15 يوليو 1895 - 26 فبراير 1970) كان الابنة الوحيدة والكبرى لالكسندر ميخائيلوفيتش الدوق الأكبر لروسيا وزينيا الكسندروفنا الدوقة الكبرى لروسيا.